# Contea autonoma manciù e mongola di Weichang
La contea autonoma manciù e mongola di Weichang (围场满族蒙古族自治县S, Wéichǎng Mǎnzú Ménggǔzú ZìzhìxiànP) è una contea della Cina, situata nella provincia di Hebei e amministrata dalla prefettura di Chengde.